# Classe Descartes
La classe Descartes fut une classe de deux croiseurs protégés de 2e classe construite par la marine française entre 1894 et 1897.
Le Descartes et son sister-ship, le Pascal furent mis en service juste à la fin du XIXe siècle. 

## Commandant du Descartes
- Aristide Jules Bernard (1844-1908), en 1897

## Personnalités ayant servi à bord du Descartes
- Charles Fontaine (1868-19..), lieutenant de vaisseau en poste de 1897 à 1899

## Les unités de la classe Descartes
| Nom       | Lancement      | Service effectif | Chantier naval             | Fin de carrière      | Photo |
| --------- | -------------- | ---------------- | -------------------------- | -------------------- | ----- |
| Descartes | Septembre 1894 | Juillet 1896     | Arsenal de la Loire Nantes | Rayé en janvier 1920 |       |
| Pascal    | Septembre 1895 | Janvier 1897     | Arsenal de Toulon          | Rayé en janvier 1911 |       |